# 石山団地 (滋賀県)

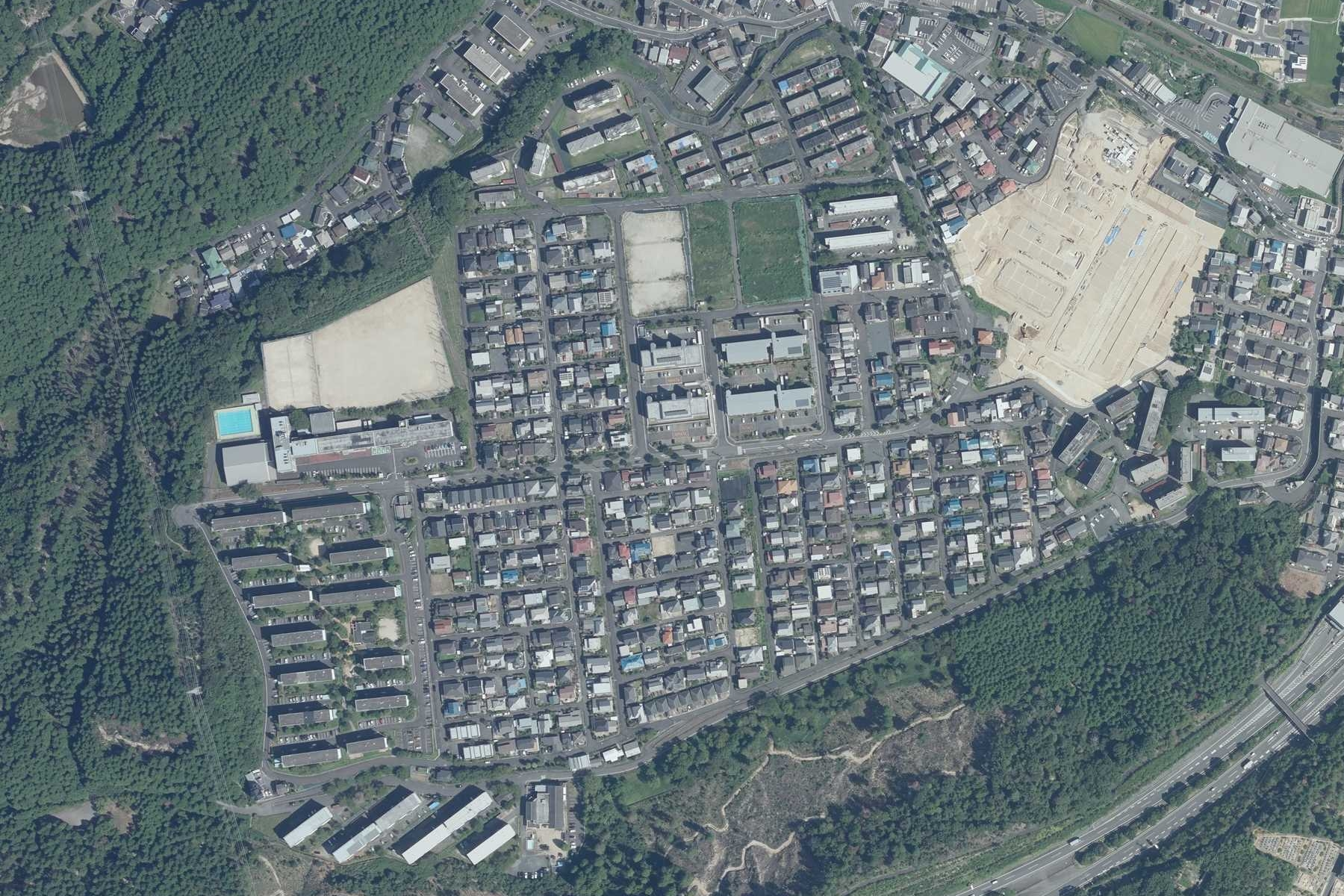
石山団地の航空写真（2020年）。

石山団地（いしやまだんち）とは滋賀県大津市にある団地である。

## 概要
大津市の中心部は昭和の初め頃までに人家が平野部を埋め尽くしており、第二次世界大戦後には琵琶湖の埋立地や市街地背後の台地や丘陵に向かって市街地が広がった。その後、1950年（昭和25年）に大津駅西側から石山駅南側を通過する国道1号現道が開通するが、それより更に山手にある洪積層や古琵琶湖層群でなる台地や丘陵に住宅が造成されていった。
その中で、石山寺より更に南側の地域で大津市開発公社によって1966年（昭和41年）から1971年（昭和46年）にかけて石山団地が造成された。この時造成されたのは滋賀県営住宅・大津市営住宅・住宅供給公社の住宅や、日本住宅公団のアパートなどで、計1400戸が建設された。この規模より当時は県下最大のマンモス団地と呼ばれていた。この開発で発生した土砂は琵琶湖の湖岸を埋め立て（におの浜）などに使用された。
1968年（昭和43年）に団地内に滋賀県立湖南高等学校（現在の滋賀県立大津清陵高等学校）が開校。
1963年（昭和38年）には人口が4104人だった石山地区も、団地の造成後に人口が著しく増加し、1979年（昭和54年）には人口が17741人になった。この人口増加に伴い、小学校は大津市立石山小学校から大津市立南郷小学校が分離した。

## 周辺
石山団地がある一帯はかつて大平山（標高463 m）で、明治以降は水源涵養林であった。団地の建設に先立ち、滋賀大学教育学部が1959年（昭和34年）から1965年（昭和40年）にかけて、滋賀刑務所が1966年（昭和41年）にそれぞれ膳所から移動してきた。
石山団地バス停までは京阪石山坂本線の石山寺駅からは10分、東海道本線（琵琶湖線）の石山駅からは15分である。